# Рихард фон Дона-Шлобитен
Рихард Вилхелм Лудвиг фон Дона-Шлобитен (на немски: Richard Wilhelm Ludwig Fürst zu Dohna-Schlobitten; * 17 август 1843 в Торино, Италия; † 21 август 1916 във Вилна, Литва) е бургграф и граф на Дона-Шлобитен в Източна Прусия/Полша, от 1900 г. 1. княз на Дона-Шлобитен, пруски политик и довереник на кайзер Вилхелм II.
Той е син на бургграф и граф Рихард Фридрих фон Дона-Шлобитен (1807 – 1894) и съпругата му трушсеса графиня Матилда Фридерика Максимилиана Йозефина фон Валдбург-Капустигал (1813 – 1858), наследничка на Капустигал и др., дъщеря на дипломата трушсес граф Фридрих Лудвиг III фон Валдбург-Капустигал (1776 – 1844) и принцеса Мария Антония Филипина Йозефина фон Хоенцолерн-Хехинген (1781 – 1831), дъщеря на княз Херман фон Хоенцолерн-Хехинген (1751 – 1810). По-малкият му брат е бургграф и граф Еберхард фон Дона-Шлобитен (1846 – 1905). Братовчед е на Фабиан (1802 – 1871), става съветник на окръг Заган, и на Емил (1805 – 1877), пруски генерал-лейтенант.
През 1861 г. Рихард фон Дона-Шлобитен влиза в Пруската армия и се бие в Немската война и Френско-пруската война (1870). През 1883 г. той напуска като майор „à la suite“ войската. След това той е дворцов ловен майстор и от средата на осемдесетте години е в тесен контакт с принц Вилхелм, по-късният кайзер Вилхелм II.
Дона е от 1890 до 1894 г. е пруски народен представител. През 1890 – 1893, 1903 – 1906 и 1907 – 1911 г. той е в Райхстага. От 1894 г. той е наследствен член на „Пруския Херенхауз“, от 1909 г. председател на „провинциалния Ландтаг“ в Силезия. На 1 януари 1900 г. го издига на наследствен княз.
През Първата световна война той служи като полковник при етапната инспекция на 10. армия.
Рихард фон Дона-Шлобитен умира на 73 години на 21 август 1916 г. във Вилна/Вилнюс, Литва.

## Фамилия
Рихард фон Дона-Шлобитен се жени на 20 юли 1868 г. в Шлобитен за бургграфиня и графиня Амелия Мариана София фон Дона-Шлодиен (* 1 ноември 1837, Шарлотенбург; † 18 август 1906, Шлобитен), дъщеря на бургграф и граф Фридрих Вилхелм Емил фон Дона-Шлодиен (1805 – 1877) и бургграфиня и графиня Мариана Нанси Тора фон Дона-Шлобитен (1812 – 1895).
Те имат децата:
- Рихард Емил (* 8 октомври 1872, Коелмен; † 18 ноември 1918, Шлобитен), 2. княз, женен на 28 април 1898 г. в Лих за принцеса Мари-Матилда фон Золмс-Хоензолмс-Лих (* 24 август 1873, Лих; † 1953, Лих), дъщеря на 5.княз Херман Адолф фон Золмс-Хоензолмс-Лих (1838 – 1899) и графиня Агнес фон Щолберг-Вернигероде (1842 – 1904)
- Еберхард Болко (* 13 март 1874, Коелмен; † 19 октомври 1886, Кьонигсберг)
- Ахациус Манфред (* 1 юли 1875, Коелмен; † 3 март 1898, Меран)
- Хубертус Вилхелм (* 10 ноември 1876, Коелмен; † 23 юни 1896, Прьокелвиц)